# Gottasecca
Gottasecca är en ort och kommun i provinsen Cuneo i regionen Piemonte i Italien. Kommunen hade 141 invånare (2018).